# Naissance en 974
Naissance
- 970
- 971
- 972
- 973
- 974
- 975
- 976
- 977
- 978

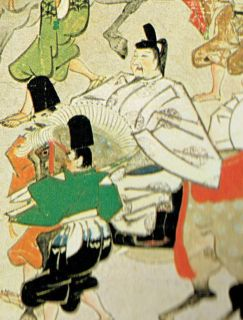
Fujiwara no Korechika né en 974.

Cette page dresse une liste de personnalités nées au cours de l'année 974  :
- 8 mars : Lý Thái Tổ, roi du Đại Cồ Việt ancien nom du Vietnam.

- Al-Mâwardi, juriste musulman arabe de l’école chafiite.
- Armengol Ier d'Urgell, surnommé le Cordouan, comte de Urgell.
- Dōmyō, moine bouddhiste et poète japonais.
- Frederick (en), comte de Walbeck.
- Fujiwara no Korechika, kugyō (noble japonais) de l'époque de Heian.

date incertaine (vers 974)
- Bruno de Querfurt, archevêque des gentils, chargé de l'évangélisation de la Prusse.

## Crédit d'auteurs
- Cet article est partiellement ou en totalité issu de l'article intitulé « 974 » (voir la liste des auteurs).